# Workin’ Overtime (песня)
«Workin’ Overtime» (с англ. — «Работа сверхурочно») — песня, записанная американской певицей Дайаной Росс для её одноимённого семнадцатого студийного альбома. Авторами песни стали Кристофер Макс и Найл Роджерс, который также выступил в роли продюсера. Песня была выпущена в качестве ведущего сингла 24 апреля 1989 года.

## Предыстория
В 1988 году Росс покинула лейбл RCA Records и вернулась в Motown Records, где когда-то начинала и который покинула в начале 80-х из-за творческой несвободы, теперь же исполнительница стала совладельцем компании. Росс решает записать новый альбом в мейнстримом звучании — нью-джек-свинг. К продюсированию был привлечён Найл Роджерс, он же стал продюсером и песни «Workin’ Overtime», а также автором вместе с Кристофером Максом. Сама артистка так прокомментировала песню: «Это действительно обо мне и людях, для которых я пою, это посвящено вам, я надеюсь, вы не осуждаете, но я работаю сверхурочно для вас, у меня есть кое-что, что я хочу вам сказать».

## Выпуск
Изначально лейбл планировал песню «Bottom Line» в качестве первого сингла с нового альбома, однако Росс настояла на том, чтобы «Workin’ Overtime» была выпущена сначала. Релиз состоялся 24 апреля 1989 года. В США песня не смогла попасть в чарт Billboard Hot 100, однако она стала настоящим хитом в чарте Hot Black Singles, достигнув третьей позиции и продержавшись в чарте 13 недель. Такой же хороший результат песня показала в чарте Hot Dance Club Play, поднявшись до 11-го места. Более тёплый приём в поп-чартах певице был устроен в Великобритании и Ирландии, где сингл занял 32 и 28 места соответственно.

## Музыкальное видео
Для продвижения «Workin’ Overtime» также был снят видеоклип. Видео попало в активную ротацию телеканала BET, вместе с тем видео было раскритиковано за то, что Дайана Росс пытается выглядеть слишком молодо.

## Отзывы критиков
По мнению обозревателя британского издания Music Week Джерри Смита, этот «шёлковый и качающий трек сможет вернуть Росс обратно в чарты».

## Список композиций
| 7"-сингл 1. «Workin’ Overtime» — 4:18 2. «Workin’ Overtime» (Instrumental) — 4:16 7"-сингл 1. «Workin’ Overtime» — 4:16 2. «Workin’ Overtime» (Instrumental) — 6:10 12"-сингл 1. «Workin’ Overtime» (Extended Version) — 7:31 2. «Workin’ Overtime» (7" Version) — 4:17 3. «Workin’ Overtime» (House Mix) — 7:00 CD-сингл 1. «Workin’ Overtime» (Radio Edit) — 5:16 2. «Workin’ Overtime» (Extended Version) — 7:39 3. «Workin’ Overtime» (7" Version) — 4:17 | 12"-сингл [Dancin’ Danny D Remix] 1. «Workin’ Overtime» (The Boss Mix) — 8:50 2. «Workin’ Overtime» (The Boss Instrumental) — 4:37 3. «Workin’ Overtime» (The Boss Beat) — 3:59 4. «Workin’ Overtime» (The Bossapella) — 2:20 12"-сингл [Promo] 1. «Workin’ Overtime» (Radio Edit) — 5:15 2. «Workin’ Overtime» (Extended Version) — 7:40 3. «Workin’ Overtime» (7" Version) — 4:17 4. «Workin’ Overtime» (House Mix) — 7:00 5. «Workin’ Overtime» (Club Dub) — 6:20 6. «Workin’ Overtime» (Instrumental) — 6:15 |

## Чарты
| Чарт (1989)                               | Высшая позиция |
| ----------------------------------------- | -------------- |
| Австралия (ARIA)                          | 96             |
| Великобритания (OCC UK Singles)           | 32             |
| Ирландия (IRMA)                           | 28             |
| США (Billboard Dance Club Songs)          | 11             |
| США (Billboard Hot R&B/Hip-Hop Songs)     | 3              |
| США (Cash Box R&B Singles)                | 9              |
| США (Jet’s Top 20)                        | 9              |
| Финляндия (Suomen virallinen singlelista) | 20             |

| Чарт (1989)                           | Высшая позиция |
| ------------------------------------- | -------------- |
| США (Billboard Dance Club Songs)      | 48             |
| США (Billboard Hot R&B/Hip-Hop Songs) | 94             |